# پایاس
پایاس (به ترکی استانبولی: Payas) شهری است در کشور ترکیه که در استان ختای واقع شده‌است. جمعیت این شهر بر اساس سرشماری سال ۲۰۰۸ میلادی ۳۳٬۵۴۷ نفر و بر اساس برآوردهای سال ۲۰۰۹ میلادی ۳۴٬۵۰۷ نفر می‌باشد.